# Laurie Zimmer
Pour les articles homonymes, voir Zimmer.
Laurie Zimmer (également connue sous le nom de Laura Fanning) est une ancienne actrice américaine surtout connue pour son rôle de Leigh, la secrétaire du commissariat de police dans le film Assaut, de John Carpenter, sorti en 1976.

## Parcours
Étudiante à Aix-en-Provence pendant deux ans de 1969 à 1971, Laurie Zimmer est parfaitement bilingue anglais-français.
Elle a une brève carrière d'actrice au milieu des années 1970. Après avoir joué en 1976 le rôle principal féminin dans Assaut, de John Carpenter, au côté de Darwin Joston et d'Austin Stoker, elle apparaît, sous le nom de Laura Fanning, dans la comédie American Raspberry, sortie en 1977. Elle joue aussi dans deux films français de 1977, Une sale histoire de Jean Eustache et D'un jour à l'autre de Charlotte Szlovak.
Sa carrière stagne et, après avoir joué son cinquième rôle (dans le téléfilm Survival of Dana en 1979), elle met un terme à sa carrière d'actrice.

## Qui se souvient de Laurie Zimmer?
En 2003, Charlotte Szlovak, qui a dirigé Zimmer dans D'un jour à l'autre, sort un documentaire intitulé Qui se souvient de Laurie Zimmer ?. Le film raconte ses recherches pour découvrir pourquoi Zimmer a cessé d'être actrice, et ce qu'elle fait désormais.
Le film révèle que Zimmer vit maintenant près de San Francisco en Californie, travaille comme enseignante, est mariée à l'acteur Bruce Steele et a deux fils.

## Filmographie
- 1976 : Assaut de John Carpenter : Leigh
- 1977 : American Raspberry de Bradley R. Swirnoff : la fille dans le miracle
- 1977 : Une sale histoire de Jean Eustache
- 1978 : D'un jour à l'autre de Charlotte Szlovak : Angela
- 1979 : Survival of Dana de Jack Starrett (téléfilm) : une employée